# Open de Moselle 2005
L'Open de Moselle 2005 è stato un torneo di tennis giocato sul cemento indoor. È stata la 3ª edizione dell'Open de Moselle, che fa parte della categoria International Series nell'ambito dell'ATP Tour 2005. Si è giocato all'Arènes de Metz di Metz in Francia, dal 3 ottobre al 9 ottobre 2005.

## Campioni

### Singolare
Ivan Ljubičić ha battuto in finale  Gaël Monfils con il punteggio di 7–6(7), 6–0.

### Doppio
Michaël Llodra /  Fabrice Santoro hanno battuto in finale  José Acasuso /  Sebastián Prieto con il punteggio di 5–2, 3–5, 5–4(4).